# Петрушенко, Александр Яковлевич
Алекса́ндр Яковлевич Петрушенко (1942—1992) — советский космонавт-испытатель, военный лётчик 3-го класса. Опыта полёта в космос нет.

## Биография
Александр Яковлевич родился 1 января 1942 года в селе Мартовая Печенежского района Харьковской области (с 1963 года село относится к Чугуевскому району). После окончания сельской средней школы в 1959 году Александр поступил в Черниговское высшее военное авиационное училище лётчиков на специальность «Боевое применение и эксплуатация самолётов». В 1964 году Петрушенко окончил училище и получил квалификацию «лётчик-инженер», после чего служил лётчиком, а затем старшим лётчиком в 27-м гвардейском истребительном авиационном полку в составе 6-й Воздушной армии. 27 октября Петрушенко получил квалификацию «военный лётчик 3-го класса».

### Космическая подготовка
В 1965 году Александр Петрушенко успешно прошёл медицинскую комиссию в Центральном военном научно-исследовательском авиационном госпитале (ЦВНИАГ), по результатам которой 23 октября его кандидатура была одобрена к зачислению в отряд космонавтов (группа ВВС № 3) на заседании Государственной межведомственной комиссии (ГМВК). Приказом Главкомандующего ВВС № 942 от 28 октября 1965 года Петрушенко был назначен на должность слушателя-космонавта 1-го отряда ЦПК ВВС. С ноября 1965 по декабрь 1967 года Александр проходил общекосмическую подготовку, по окончании которой 30 декабря 1967 года был назначен космонавтом 2-го отряда. С целью освоения новых типов самолётов Александр проходил переподготовку в 4-м центре боевого применения и переучивания лётного состава ВВС в Липецке.
23—24 апреля 1967 года во время полёта «Союз-1», первого советского пилотируемого космического корабля серии «Союз», Александр Петрушенко участвовал в управлении полётом в качестве оператора связи. В период с 1968 по 1970 годы Александр в составе группы космонавтов проходил подготовку по программе 7К-ВИ, затем до 1973 года — по программе «Спираль». За время подготовки Петрушенко освоил пилотирование МиГ-15УТИ, МиГ-21У, Ил-14, изучил системы космических кораблей «Восход» и «Союз», выполнил 32 парашютных прыжка, во время одного из которых получил травму. 15 июня 1973 года Петрушенко был отчислен из отряда космонавтов по состоянию здоровья.

### Последующая деятельность
После отчисления из отряда космонавтов Александр с 15 июня 1973 года служил помощником ведущего инженера и испытателем 4-го отдела при 1-м управлении Центра подготовки космонавтов имени Ю. А. Гагарина, занимавшегося подготовкой космонавтов по программе «Спираль». Летом 1974 года Александр Петрушенко окончил заочное отделение Военно-воздушной академии имени Ю. А. Гагарина по специальности «Командно-штабная оперативно-тактическая  авиационная» и получил квалификацию «офицер с высшим военным образованием». С 25 апреля 1975 года Петрушенко работал преподавателем на кафедре «Боевое применения пилотируемых космических средств» факультета Военной космонавтики в ВВА имени Ю. А. Гагарина. Являлся внештатным корреспондентом газеты «Красная звезда» и журнала «Авиация и космонавтика».
С 1983 года Александр служил оперативным дежурным Центрального командного пункта ВВС, где управлял полётами самолётов, в том числе и самолётами стратегической авиации. В октябре 1991 года полковник Александр Петрушенко был уволен из Вооружённых Сил СССР в запас по состоянию здоровья.
Умер Александр Петрушенко 11 ноября 1992 года после тяжёлой болезни. Похоронен на кладбище села Леониха Щёлковского района Московской области.

## Награды
Александр Петрушенко был награждён 9 юбилейными медали, среди них:
- Юбилейная медаль «За воинскую доблесть. В ознаменование 100-летия со дня рождения В. И. Ленина»;
- Юбилейная медаль «Двадцать лет Победы в Великой Отечественной войне 1941—1945 годов»;
- Юбилейная медаль «50 лет Вооружённых Сил СССР»;
- Юбилейная медаль «60 лет Вооружённых Сил СССР»;
- Юбилейная медаль «70 лет Вооружённых Сил СССР»;